# Sarcelle rousse
Anas castanea
Espèce
Statut de conservation UICN

 LC  : Préoccupation mineure
La Sarcelle rousse (Anas castanea) est une espèce d'oiseaux de la famille des Anatidae.

## Répartition
Cet oiseau est endémique de l'Australie.

## Galerie

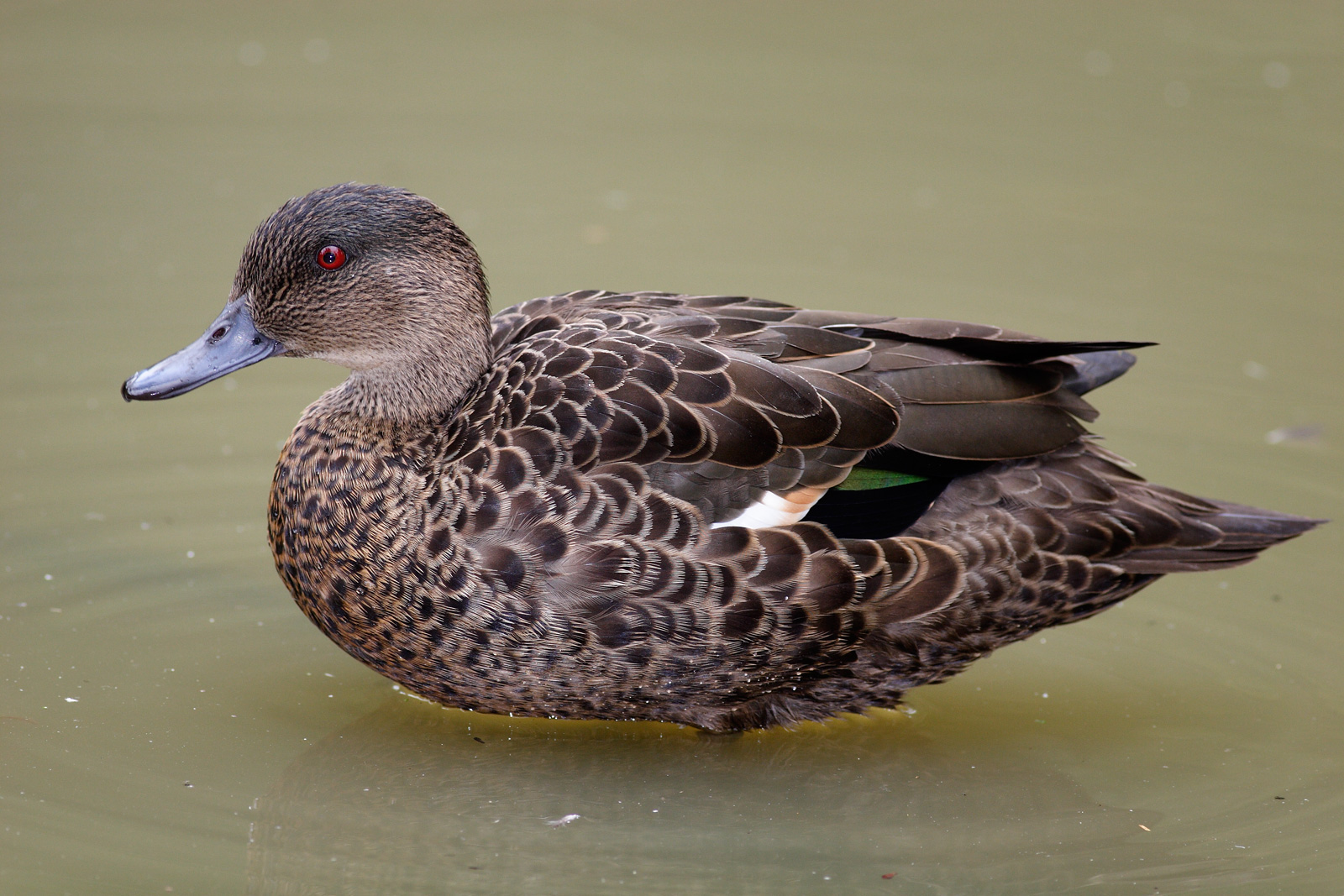
♀
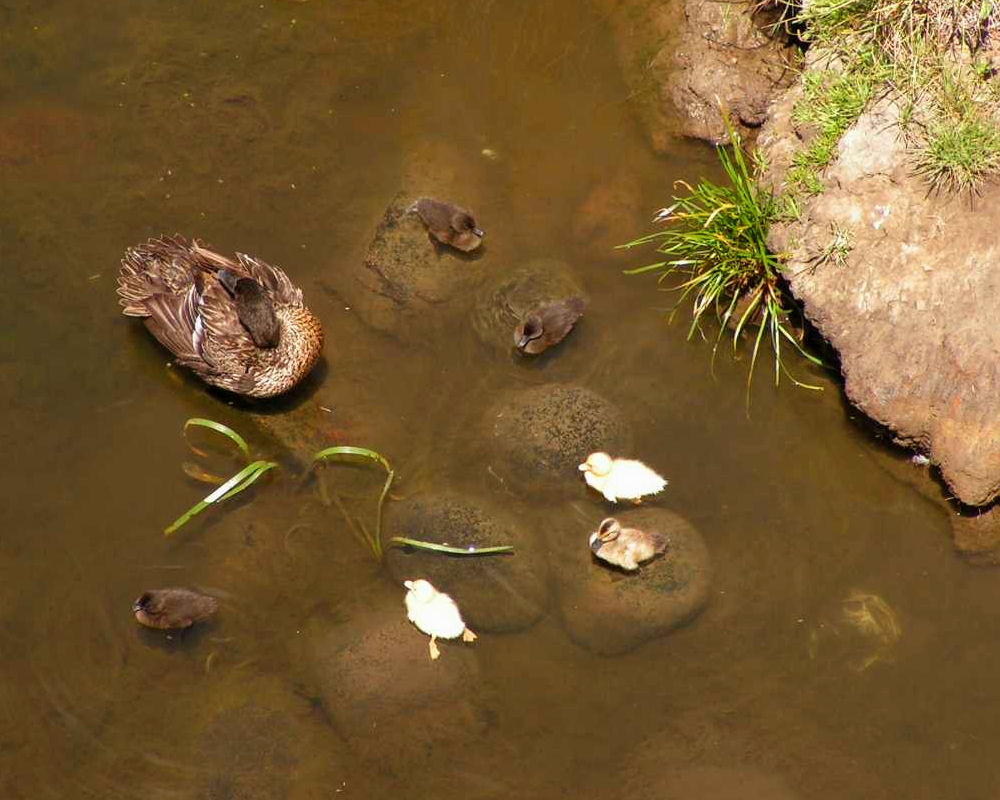
Femelle et canetons, dont 2 albinos
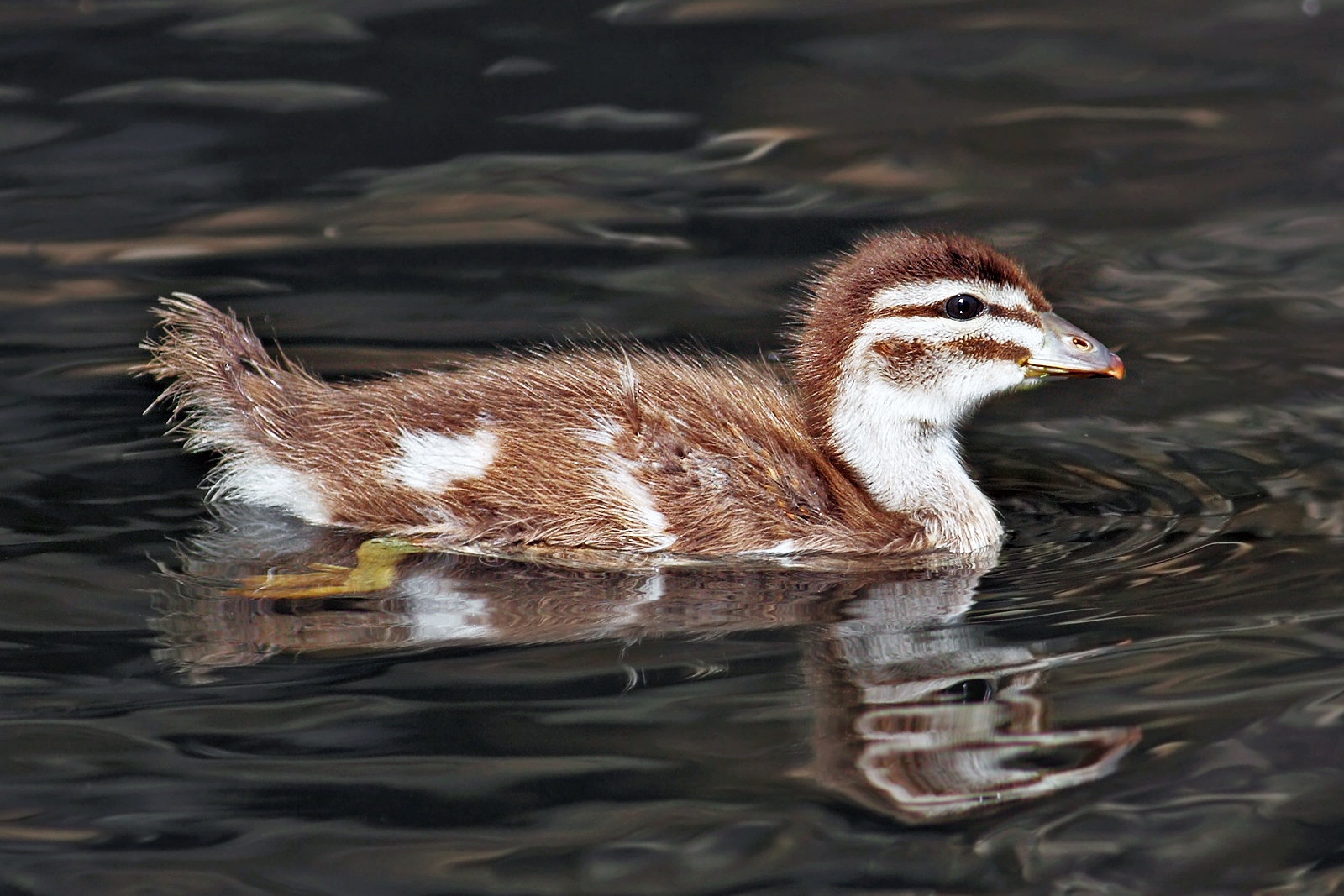
Caneton